# Adam Rafferty
Ne doit pas être confondu avec son frère, Darren Rafferty ou avec le chanteur Gerry Rafferty.
Adam Rafferty, né le 4 octobre 2005 à Dungannon, est un coureur cycliste irlandais membre de l’équipe Hagens Berman Jayco.

## Biographie
Adam Rafferty naît le 4 octobre 2005 à Dungannon en Irlande du Nord, au Royaume-Uni ; il court cependant pour l'Irlande.

### Carrière
En 2021, Rafferty dispute quelques courses de cyclo-cross et termine aux pieds du podium du championnat d'Irlande de cyclo-cross juniors à seulement 16 ans.
En 2022, Rafferty signe un contrat avec la formation française 31 Jolly Cycles. Ainsi, il participe à un grand nombre de courses françaises et remporte en 2023 le Tour Causses Aigoual Cévennes ainsi qu'une étape. La même année, il s'impose sur le Tour du Carmausin Ségala, une course d'un jour,, et gagne une étape du Tour du Pays d'Olliergues. En juillet, il est sacré champion d'Irlande du contre-la-montre juniors après son podium lors de l'édition précédente. En fin de saison, il signe un podium sur le Chrono des Nations juniors.
En 2024, après deux saisons passées en France, il intègre l'équipe continentale américaine Hagens Berman Jayco,,, la réserve de le la formation professionnelle Jayco AlUla. En juin, il prend le départ du Tour d'Italie espoirs et remporte la 5e étape en solitaire,,. Plus tôt dans la saison, il s'était classé 5e du Tour de Rhodes, et avait remporté le contre-la-montre des championnats d'Irlande espoirs.

### Famille
Son frère aîné, Darren Rafferty est cycliste professionnel,, tandis que sa sœur cadette pratique également le cyclisme à haut niveau. 

## Palmarès sur route

### Par année
- 2022
  - 3e du championnat d'Irlande du contre-la-montre juniors
- 2023
  -  Champion d'Irlande du contre-la-montre juniors
  - 2e étape du Tour du Pays d'Olliergues (contre-la-montre)
  - Tour du Carmausin Ségala
  - Tour Causses Aigoual Cévennes :
    - Classement général
    - 2e étape (contre-la-montre)

  - 3e du Chrono des Nations juniors
  - 8e du championnat du monde du contre-la-montre juniors
- 2024
  -  Champion d'Irlande du contre-la-montre espoirs
- 2025
  -  Champion d'Irlande du contre-la-montre espoirs
  - 5e étape du Tour d'Italie espoirs

### Classements mondiaux
| Année                                 | 2024 |
| ------------------------------------- | ---- |
| Classement mondial                    | 935e |
|                                       |      |
| Légende : nc = non classéSource : UCI |      |